# Pablo Míguez
Pablo Nicolás Míguez Farre (Montevideo, Uruguay, 19 de junio de 1987) es un futbolista uruguayo nacionalizado peruano. Juega como mediocampista central y su primer equipo fue Danubio. Actualmente milita en Carlos Mannucci de la Liga 2 del Perú. Su padre es sobrino de Óscar Míguez, delantero de la selección celeste de los años 50.

## Trayectoria
Pablo Míguez llegó a Danubio a los 7 años, debutó profesionalmente el 9 de marzo de 2008 y se mantuvo en el plantel durante cuatro temporadas, disputando 94 partidos y anotando 8 goles en la franja.

### Unión de Santa Fe
A mediados del 2011 llega a Unión de Santa Fe junto al peruano Ronald Quinteros para reforzar la volante del tatengue. Fue a préstamo con opción de compra. A mediados del 2012 se amplia su préstamo por una temporada más. Jugó al lado de sus compatriotas Nicolás Correa, Fabricio Nuñez y Brahian Alemán.
Luego de que Unión no utilizara su opción de compra, regresó a Uruguay para jugar por Danubio, logrando un campeonato.

### Alianza Lima
Luego de quedar libre con Danubio, fichó por Alianza Lima, uno de los clubes más grandes del Perú, llegó para afrontar la Campeonato Descentralizado 2014 y Copa Sudamericana 2014. Pasó uno de sus mejores años en lo futbolísticos, siendo goleador del club y ganando de la Copa Inca. Fue dirigido por el uruguayo Guillermo Sanguinetti. Jugó al lado de sus compatriotas Walter Ibáñez, Gabriel Costa y Mauro Guevgeozián.
A inicios del 2016 a pesar de querer renovar con Alianza, no llegó a un acuerdo por una cláusula de salida que pedía el jugador . Finalmente el 8 de enero fichó por Olimpo de Bahía Blanca por un año y medio con cláusula en caso llegue alguna oferta del exterior.

### Puebla
A mediados del 2016 dejó Olimpo para jugar en el Puebla club por el que fichó por un año. Su primer año en el club fue muy positivo, siendo uno de los más destacados del club, sin embargo, su último semestre estuvo entrenando con la sub-20 sin tener continuidad en el club principal. Jugó al lado de sus compatriotas Pablo Cáceres, Robert Herrera, Gonzalo Ramos y Álvaro Navarro.

### FBC Melgar
Luego de existir un interés por parte de Peñarol, la cual no se concretó Fichó por Melgar, club que dio el golpe en el mercado peruano.

### Retorno a Alianza Lima
En el año 2021, Pablo Míguez retornó al Alianza Lima tras seis años, siendo transferido desde el club peruano FBC Melgar. Participó en la Liga 1, logrando consagrarse campeón nacional el 28 de noviembre de 2021 y posteriormente bicampeón el 12 de noviembre de la temporada 2022. En la temporada 2023, quedó como subcampeón. El 28 de noviembre de 2023, el club anunció oficialmente su partida.

## Estadísticas
- Actualizado al 17 de agosto de 2025

| Club                   | Div.                | Temporada           | Liga  | Liga  | Copa nacional | Copa nacional | Copa internacional | Copa internacional | Total | Total |
| Club                   | Div.                | Temporada           | Part. | Goles | Part.         | Goles         | Part.              | Goles              | Part. | Goles |
| ---------------------- | ------------------- | ------------------- | ----- | ----- | ------------- | ------------- | ------------------ | ------------------ | ----- | ----- |
| Danubio · Uruguay      | 1.ª                 | 2007/08             | 16    | 2     | —             | —             | —                  | —                  | 16    | 2     |
| Danubio · Uruguay      | 1.ª                 | 2008/09             | 25    | 1     | —             | —             | —                  | —                  | 25    | 1     |
| Danubio · Uruguay      | 1.ª                 | 2009/10             | 27    | 2     | —             | —             | —                  | —                  | 27    | 2     |
| Danubio · Uruguay      | 1.ª                 | 2010/11             | 28    | 3     | —             | —             | —                  | —                  | 28    | 3     |
| Danubio · Uruguay      | 1.ª                 | 2013/14             | 13    | 0     | —             | —             | —                  | —                  | 13    | 0     |
| Danubio · Uruguay      | Total               | Total               | 109   | 8     | 0             | 0             | 0                  | 0                  | 109   | 8     |
| Unión Argentina        | 1.ª                 | 2011/12             | 19    | 0     | 1             | 0             | —                  | —                  | 20    | 0     |
| Unión Argentina        | 1.ª                 | 2012/13             | 22    | 0     | 1             | 0             | —                  | —                  | 23    | 0     |
| Unión Argentina        | Total               | Total               | 41    | 0     | 2             | 0             | 0                  | 0                  | 43    | 0     |
| Alianza Lima · Perú    | 1.ª                 | 2014                | 25    | 4     | 12            | 2             | 1                  | 0                  | 38    | 6     |
| Alianza Lima · Perú    | 1.ª                 | 2015                | 21    | 4     | 9             | 0             | 2                  | 0                  | 32    | 4     |
| Alianza Lima · Perú    | 1.ª                 | 2021                | 27    | 2     | 0             | 0             | —                  | —                  | 27    | 2     |
| Alianza Lima · Perú    | 1.ª                 | 2022                | 28    | 4     | —             | —             | 5                  | 0                  | 33    | 4     |
| Alianza Lima · Perú    | 1.ª                 | 2023                | 29    | 0     | —             | —             | 2                  | 0                  | 31    | 0     |
| Alianza Lima · Perú    | Total               | Total               | 130   | 14    | 21            | 2             | 10                 | 0                  | 161   | 16    |
| Olimpo Argentina       | 1.ª                 | 2016                | 16    | 1     | 1             | 0             | —                  | —                  | 17    | 1     |
| Olimpo Argentina       | Total               | Total               | 16    | 1     | 1             | 0             | 0                  | 0                  | 17    | 1     |
| Puebla · México        | 1.ª                 | 2016/17             | 29    | 2     | 6             | 0             | —                  | —                  | 35    | 2     |
| Puebla · México        | 1.ª                 | 2017                | 1     | 0     | 2             | 1             | —                  | —                  | 3     | 1     |
| Puebla · México        | Total               | Total               | 30    | 2     | 8             | 1             | 0                  | 0                  | 38    | 3     |
| FBC Melgar · Perú      | 1.ª                 | 2018                | 31    | 0     | —             | —             | —                  | —                  | 31    | 0     |
| FBC Melgar · Perú      | 1.ª                 | 2020                | 22    | 0     | —             | —             | 4                  | 0                  | 26    | 0     |
| FBC Melgar · Perú      | Total               | Total               | 53    | 0     | 0             | 0             | 4                  | 0                  | 57    | 0     |
| Real Garcilaso · Perú  | 1.ª                 | 2019                | 25    | 3     | —             | —             | 2                  | 0                  | 27    | 3     |
| Real Garcilaso · Perú  | Total               | Total               | 25    | 3     | 0             | 0             | 2                  | 0                  | 27    | 3     |
| Carlos Mannucci · Perú | 1.ª                 | 2024                | 24    | 1     | —             | —             | —                  | —                  | 24    | 1     |
| Carlos Mannucci · Perú | 2.ª                 | 2025                | 16    | 1     | —             | —             | —                  | —                  | 16    | 1     |
| Carlos Mannucci · Perú | Total               | Total               | 40    | 2     | 0             | 0             | 0                  | 0                  | 40    | 2     |
| Total en su carrera    | Total en su carrera | Total en su carrera | 444   | 30    | 32            | 3             | 16                 | 0                  | 492   | 33    |

## Palmarés

### Campeonatos nacionales
| Título           | Club         | País    | Año  |
| ---------------- | ------------ | ------- | ---- |
| Torneo Apertura  | Danubio      | Uruguay | 2013 |
| Primera División | Danubio      | Uruguay | 2014 |
| Torneo del Inca  | Alianza Lima | Perú    | 2014 |
| Torneo Clausura  | Alianza Lima | Perú    | 2021 |
| Liga 1           | Alianza Lima | Perú    | 2021 |
| Torneo Clausura  | Alianza Lima | Perú    | 2022 |
| Liga 1           | Alianza Lima | Perú    | 2022 |
| Torneo Apertura  | Alianza Lima | Perú    | 2023 |

### Distinciones individuales
| Distinción                                                                                 | Año  |
| ------------------------------------------------------------------------------------------ | ---- |
| Incluido en el equipo ideal del Torneo del Inca según el portal periodístico DeChalaca.com | 2014 |
| Preseleccionado como volante en el mejor once de la Liga 1 según la SAFAP                  | 2021 |
| Once ideal de la Liga 1                                                                    | 2021 |